# Dionisio García Ibáñez
Dionisio Guillermo García Ibáñez (Guantánamo, 31 de enero de 1945) es un ingeniero eléctrico y eclesiástico católico cubano, arzobispo de Santiago de Cuba desde 2007.

## Biografía
Dionisio Guillermo nació el 31 de enero de 1945, en la ciudad cubana de Guantánamo.
Realizó su formación primaria y secundaria (1-5 curso) en el Colegio De La Salle de su natal Guantánamo. Culminó los estudios en el Instituto de Segunda Enseñanza en la misma ciudad.
Comenzó a estudiar en la Universidad de Oriente; sin embargo, no completó su formación allí. Tras realizar sus estudios en la Universidad de La Habana, se graduó de Ingeniero eléctrico, con especialidad en Telecomunicaciones, en 1972.
Ejerció su profesión durante ocho años en la compañía telefónica estatal de la provincia de Santiago de Cuba; tiempo en el cual tuvo una vida activa como laico. Perteneció al Consejo Parroquial de Santa Catalina de Ricci. También fue miembro del Consejo diocesano de Laicos.
En 1980 ingresó al Seminario de Santiago de Cuba, continuando su formación en el Seminario Conciliar de La Habana, donde realizó los estudios eclesiásticos.

### Sacerdocio
Fue ordenado diácono el 15 de julio de 1984, en la Parroquia Santa Catalina de Ricci. Como diácono, tuvo como labor los preparativos de la Reflexión Eclesial Cubana. Su ordenación sacerdotal fue el 8 de julio de 1985, en la Catedral Basílica de Santiago de Cuba, a manos del arzobispo Pedro Meurice.
Como sacerdote desempeñó los siguientes ministerios:
- Vicario parroquial de San Antonio María Claret, en Santiago de Cuba (1985-1986).
- Párroco -sucesivamente- de Media Luna, Niquero y Campechuela (1986-1991).[3]
- Párroco de La Inmaculada Concepción, en Manzanillo (1991-1995).
- Vicario parroquial de la Basílica Santuario Nacional de Ntra. Sra. de la Caridad del Cobre (1995).
- Responsable de la Comisión diocesana de Vocaciones y Pastoral Juvenil.

En 1992 participó como consultor de la Conferencia Episcopal Cubana en la IV Conferencia del Episcopado Latinoamericano en Santo Domingo.

## Episcopado

### Obispo de Bayamo-Manzanillo
El 9 de diciembre de 1995, fue erigida la Diócesis del Santísimo Salvador de Bayamo-Manzanillo, de la que fue nombrado su primer obispo al mismo tiempo. Fue consagrado el 27 de enero del 1996, en la Basílica de Ntra. Sra. de la Caridad del Cobre; a manos del arzobispo Pedro Meurice. Tomó posesión de su sede el 10 de marzo del mismo año.

### Arzobispo de Santiago de Cuba
El 10 de febrero del 2007, el papa Benedicto XVI le nombró arzobispo de Santiago de Cuba. Tomó posesión canónica el día 24 del mismo mes, durante una ceremonia en la Catedral Basílica de Santiago de Cuba.
El 29 de junio siguiente, en una ceremonia en la Basílica de San Pedro, recibió la imposición del palio arzobispal de manos del papa Benedicto XVI.
Fue vicepresidente de la Conferencia de Obispos Católicos de Cuba, desde 2006 a 2009. Ese mismo año, fue elegido presidente de la misma, siendo reelegido en 2013. Mantuvo el cargo hasta 2017.
En 2020, presentó su renuncia como lo establece el Código de Derecho Canónico.